# Bäve socken
Bäve socken i Bohuslän, ingick i Lane härad, uppgick 1945 i Uddevalla stad och området är sedan 1971 en del av Uddevalla kommun, från 2016 inom Uddevalla distrikt och Bäve distrikt.
Socknens areal var 58,32 kvadratkilometer, varav land 56,92.  År 1945 fanns här 1 515 invånare- Den tidigare stationen Ängebacken ligger i socknen, medan sockenkyrkan som delades med Uddevalla stad låg i staden utanför socknen. 

## Administrativ historik
Bäve socken har medeltida ursprung. Uddevalla stad och Uddevalla församling bröts ut före år 1500. Därefter fortlevde Bäve som egen socken, men delade kyrka med Uddevalla.
Vid kommunreformen 1862 övergick socknens ansvar för de kyrkliga frågorna till Bäve församling och för de borgerliga frågorna bildades Bäve landskommun. Landskommunen inkorporerades 1945 i Uddevalla stad som 1971 ombildades till Uddevalla kommun. Församlingen införlivades 1945 i Uddevalla församling. En ny församling med namnet Bäve, men med avsevärt förändrade gränser, utbröts därur 1974.
1 januari 2016 inrättades distrikten Uddevalla och Bäve, med samma omfattning som motsvarande församlingar hade 1999/2000 och fick 1974, och vari detta sockenområde ingår.
Socknen har tillhört samma fögderier och domsagor som Lane härad.

## Geografi och natur
Bäve socken omfattade ett större område öster om Uddevalla och ett mindre nordväst om staden och genomflytes av Bäveån. Socknens är bergig.
I socknen finns tre kommunala naturreservat, Bäveån nedre, Ramseröd och Kuröds skalbankar. Största insjö är Grind som delas med Lane-Ryrs socken.
Sätesgårdar var Brattås herrgård, Samneröds herrgård och Kasens herrgård.
I Raknebo fanns förr ett gästgiveri.

## Fornlämningar
Från järnåldern finns gravar.

## Befolkningsutveckling
Befolkningen ökade från 1074 1810 till 1 890 1870 varpå den minskade till 1 430 1940 varefter socknen uppgick i Uddevalla stad 1945.

## Namnet
Namnet skrevs 1388 Bäfuia och kommer från Bäveån som innehåller Bäva, 'bäva, darra' syftande på forsarna i ån.